# سیارک ۵۳۵۴
سیارک ۵۳۵۴ (به انگلیسی: 5354 Hisayo، نامگذاری:1990BJ2) پنج هزار و سیصد و پنجاه و چهارمین سیارک کشف شده‌است که در ۳۰ ژانویه ۱۹۹۰ کشف شد.
قدر مطلق سیارک برابر ۱۱٫۶۰ است.